# Per Poulsen
Per Poulsen (født 13. februar 1953) er en tidligere dansk fodboldmålmand, som nåede at spille 7 landskampe i perioden 1974-1978. Han spillede bl.a. for klubberne B 1903, Lyngby Boldklub, AB og Boldklubben Frem. Da Per Poulsen debuterede for Danmarks landshold i 1974  spillede han for Boldklubben Hero, der fusionerede med  Gladsaxe Boldklub i 1979. 
I en alder af 41 år gjorde Per Poulsen i 1994 et opsigtsvækkende comeback for F.C. København. Han spillede sin sidste kamp for klubben i en alder af 42 år og 125 dage den 18. juni 1995 i en kamp mod Brøndby IF (vundet 1-0 i Parken), og er dermed den ældste spiller, der har spillet kamp for FCKs førstehold.
Per Poulsen opnåede i alt 30 kampe for FCK, inden han stoppede i klubben i 1995.